# 하세가와 유
하세가와 유(일본어: 長谷川 悠, 1987년 7월 5일 ~ )는 일본의 축구 선수이다.

## 구단 경력
그는 2006년부터 2019년까지 J리그의 가시와 레이솔, FC 기후, 아비스파 후쿠오카, 몬테디오 야마가타, 오미야 아르디자, 도쿠시마 보르티스, 시미즈 에스펄스, V-파렌 나가사키에서 활동하였다.